# Chuku Corona
Chuku Corona est une corona, formation géologique en forme de couronne, située sur la planète Vénus par -23,5° S et 265,5° E. Elle est localisée dans le quadrangle de Galindo. Elle a été nommée en référence à Chuku, déesse créatrice Igbo (Nigéria). 

## Géographie et géologie
Chuku Corona couvre une surface circulaire d'environ 380 km de diamètre. 